# غلافیان
غلافیان یا پونته‌دریائیان (Pontederiaceae) تیره کوچک آبزی اغلب ناجورخامه از برگ‌بیدی‌سانان است با نُه سرده و ۳۰ گونه که در آبهای نواحی گرمسیری و نیمه‌گرمسیری می‌رویند؛ گونه مشهور این تیره گیاه مهاجم سنبل آبی (Eichhornia crassipes) است که در آبراه‌ها می‌روید.